# Koihime Musō
Koihime Musō: Doki Otome Darake no Sangokushi Engi (恋姫†無双 ～ドキッ☆乙女だらけの三国志演義～) és una novel·la visual per a adults japonesa i un videojoc d'estratègia basada en la novel·la clàssica de la literatura xinesa del Romanç dels Tres Regnes. Fou desenvolupada per BaseSon, i treta a la venda per primera vegada el 26 de gener del 2007, pel PC amb dos DVD-ROMs, seguit d'una republicació l'11 d'abril del 2008, contenint un CD-ROM extra.